# Ctenodactylus
Ctenodactylus és un gènere de rosegadors de la família dels ctenodactílids. Els animals d'aquest grup mesuren entre 160 i 208 mm, tenen una cua d'entre 10 i 25 mm i pesen una mitjana de 174 g (C. vali) o 289 g (C. gundi). El seu nom genèric, Ctenodactylus, significa ‘dit de pinta’ i es refereix a la presència de cerres a les potes posteriors. Les femelles tenen dos parells de mamelles.
| Ctenodactylus | \| \| Ctenodactylus gundi \| \| \| \| \| \| Ctenodactylus vali \| \| \| \| |
|               | \| \| Ctenodactylus gundi \| \| \| \| \| \| Ctenodactylus vali \| \| \| \| |
|               | Felovia                                                                    |
|               |                                                                            |
|               | Massoutiera                                                                |
|               |                                                                            |
|               | Pectinator                                                                 |
|               |                                                                            |
|               | Ctenodactylus gundi                                                        |
|               |                                                                            |
|               | Ctenodactylus vali                                                         |
|               |                                                                            |

|  | Ctenodactylus gundi |
|  |                     |
|  | Ctenodactylus vali  |
|  |                     |